# Квемо-Гарисцкала
Квемо-Гарисцкала (груз. ქვემო ღარისწყალა) — село в Грузии, в муниципалитете Душети края Мцхета-Мтианети. 

## География
Село расположено в центральной части края, в 20 километрах по прямой к юго-востоку от центра муниципалитета Душети. Высота центра — 1100 метров над уровнем моря.

## Население
По данным переписи населения 2014 года, в селе проживало 5 человек.
| Год  | Население |
| ---- | --------- |
| 2002 | 11        |
| 2014 | 5         |